# Villesiscle
Villesiscle là một xã của Pháp, nằm ở tỉnh Aude trong vùng Occitanie.
Người dân địa phương trong tiếng Pháp gọi là Villesisclais.

## Hành chính
| Danh sách các xã trưởng |           |                       |                |           |
| Giai đoạn               | Giai đoạn | Tên                   | Đảng           | Tư cách   |
| tháng 3 năm 2008        | 2014      | Serge Perrotto        | sans etiquette | xã trưởng |
| tháng 3 năm 2001        | 2008      | Pierre Lacaze-Labadie |                |           |

## Thông tin nhân khẩu
| 1962                                         | 1968 | 1975 | 1982 | 1990 | 1999 |
| -------------------------------------------- | ---- | ---- | ---- | ---- | ---- |
| 222                                          | 247  | 183  | 217  | 267  | 280  |
| Số liệu từ năm 1968: Dân số không tính trùng |      |      |      |      |      |